# Dubsmash
Dubsmash è stata un'applicazione per Android e iOS con la quale era possibile abbinare un video (in forma di selfie o meno) con l'audio di canzoni famose, versi di animali, frasi famose di film, serie televisive, voci di personaggi famosi e altri suoni.
Il file audio veniva scelto da una lista preordinata, mentre i video venivano registrati dagli utenti direttamente dal proprio smartphone. I video potevano poi essere caricati sui principali social network. Grazie alla sua popolarità, erano state sviluppate altre app che permettono di spedire i video creati su Dubsmash: l'app in sé non permetteva di condividere i filmati perché non comprende una bacheca.

## Funzioni
Tutti i suoni utilizzabili vengono registrati e caricati dagli utenti e possono a loro volta essere utilizzati liberamente dagli altri utenti. Il suono desiderato può essere cercato per nome tramite un motore di ricerca interno, per il quale è necessaria una connessione Internet. Alcuni degli audio più conosciuti sono quelli dei film Forrest Gump, Non ci resta che piangere, Il Signore degli Anelli, e canzoni di Cindy Lauper e Carly Rae Jepsen. 
Una volta scelto il suono e cliccato il pulsante di partenza, l'app avvia la registrazione dalla videocamera dello smartphone e contemporaneamente la riproduzione del suono scelto. L'utente deve muoversi in sincronia con il suono, come se lo doppiasse, mentre viene registrato il video. Dopo la registrazione, l'utente visualizza il video per controllare il risultato. Il video può essere salvato, condiviso o registrato di nuovo, se insoddisfacente (ad esempio se il doppiaggio non è perfettamente sincronizzato). Si può utilizzare con o senza registrazione, ma per un'esperienza migliore è consigliabile registrarsi per avere a disposizione più effetti da applicare al filmato e caricare i propri file (canzoni o voci registrate dall'utente stesso).

## Storia
L'applicazione è stata sviluppata da Mobile Motion, una startup fondata nel 2013 a Berlino da Jonas Drüppel, Roland Grenke e Daniel Taschik, che crearono altre due simili app che però non ebbero altrettanto successo. Il suo slogan è "Un modo divertente di comunicare".
La prima versione per Android è stata rilasciata su Google Play a fine ottobre, mentre la prima versione per iOS è arrivata sull'App Store il 18 novembre 2014. 
La tecnica di doppiaggio in playback sincronizzato utilizzata nell'app è stata realizzata nel 2006 da Francesco Fiumarella, attore Italiano e nel 2013 lo stesso pubblicava video sulla piattaforma youtube e sul suo sito ufficiale, ancor prima dello sviluppo dell'applicazione.  
Sebbene non ci sia al momento una versione di Dubsmash per Windows Phone, esiste tuttavia un client non ufficiale chiamato Dubscratch.
I tre fondatori hanno commentato l'uso dell'app da parte di personaggi famosi (tra cui Francesco Totti e Belen Rodriguez): «La creatività degli utenti è senza fine [...] La tecnologia è la nostra passione ma volevamo realizzare qualcosa di simpatico. Diverso dal solito. Per farlo abbiamo puntato sui video, un settore ancora in parte inesplorato e che si prestava all’innovazione».